# Capelli Sport
Capelli Sport — американська компанія, створена в 2011 році, що займається виробництвом спортивного взуття, одягу та інших товарів, пов'язаних зі спортом. Його штаб-квартира знаходиться в Нью-Йорку, США.
Capelli Sport контролює ринок на всьому американськрому континенті, в той час як Capelli Europe GmbH охоплює території Європи, близького Сходу і Африки.

## Адреса
- Capelli Sport: 1 E 33rd St, New York, NY 10016, EE. UU.
- Capelli Europe GmbH: Elisabeth, str. 17. 40880 Ratingen, Alemania.